# 谷昇 (シェフ)
谷 昇（たに のぼる、1952年8月4日 - ）は、日本のシェフである。フランス料理のレストラン「ル・マンジュ・トゥー」のオーナー・シェフを務めている。

## 経歴
1952年8月4日、東京都に生まれる。母親は音楽教師、父親は上場企業の経営者で元職業軍人である。
服部学園の栄養士科で学んだ。同学園の教師からの紹介を受けて、アンドレ・パッションが当時シェフを務めていた六本木のレストラン「イル・ド・フランス」で働き始めた。1976年、フランスに渡る。帰国後、銀座のレストラン「レンガ屋」などに勤めた。1989年、再びフランスに渡り、アルザスのレストラン「クロコディル」や「シリンガー」に勤めた。帰国後、六本木のレストラン「オー・シザーブル」などでシェフを務めた。
1994年、神楽坂でレストラン「ル・マンジュ・トゥー」をオープンした。1996年、同店のオーナー・シェフに就任した。同店は2006年に改装オープンした。

## 著書

### 単著
- 『ビストロ仕立てのスープと煮込み』（世界文化社、2001年）
- 『パパッと作れて栄養豊富 卵の満点おかず』（世界文化社、2002年）
- 『ル・マンジュ・トゥー 素描するフランス料理』（柴田書店、2003年）
- 『ビストロ流ベーシック・レシピ』（世界文化社、2013年）
- 『ビストロ流おいしいソース・レシピ』（世界文化社、2015年）
- 『ル・マンジュ・トゥーの全仕事』（柴田書店、2015年）
- 『フレンチのきほん、完全レシピ』（世界文化社、2016年）
- 『誰も教えてくれなかった プロに近づくためのフレンチの教科書』（河出書房新社、2017年 / 新装版、2022年）
- 『ビストロ流 谷昇シェフのスープと煮込み』（世界文化ブックス、2021年）
- 『ル・マンジュ・トゥー谷昇シェフのビストロ流完全レシピ』（世界文化社、2023年）

### 共著
- 『ル・マンジュ・トゥーのまかないレシピ』（大橋邦基・野水貴之・國長亮平と共著、河出書房新社、2016年）
- 『使えるきのこレシピ』（野永喜三夫・佐藤護・菰田欣也と共著、柴田書店、2017年）

## 受賞
- 2012年 - 第3回辻静雄食文化賞 専門技術者賞[8]